# DYM
DYM‏ (Dymeclin) هوَ بروتين يُشَفر بواسطة جين DYM في الإنسان.